# Касл, Джон
Джон Касл (англ. John Castle; род. 14 января 1940, Кройдон) — английский актёр.

## Фильмография

### Актёр
- 1966 — Фотоувеличение / Blow Up
- 1968 — Лев зимой / The Lion in Winter
- 1969 — Обещание / The Promise
- 1972 — Человек из Ла Манчи / Man of La Mancha
- 1972 — Антоний и Клеопатра / Antony and Cleopatra
- 1976 — Я, Клавдий / I, Claudius
- 1985 — Мисс Марпл: Объявлено убийство / Miss Marple: A Murder is Announced
- 1985 — Царь Давид / King David
- 1989 — Дельцы / Dealers
- 1992 — Мисс Марпл: Зеркало треснуло/ The Mirror Crack'd from Side to Side
- 1993 — Робот-полицейский III / Robocop III
- 1993 — Воробей / Sparrow
- 1995 — Маленький лорд Фонтлерой / Little Lord Fauntleroy
- 2003 — Боги и генералы / Gods and Generals
- 2004 — Катастрофа / Casualty
- 2007 — Убийства в Мидсомере / Midsomer Murders